# Monastère du Sauveur-Saint-Euthyme
Le monastère du Sauveur-Saint-Euthyme ou monastère de Saint-Euthyme ou encore de la Transfiguration-du-Sauveur-Saint-Euthyme, (en russe : Спасо-Евфимиев мужской монастырь), est situé sur la rive gauche de la rivière Kamenka (affluent de la Nerl), au nord de Souzdal. C'est un ancien monastère d'hommes, qui fut fondé en 1352 par le prince de Souzdal et Nijni Novgorod, Boris Constantinovitch. C'était également une citadelle, destinée à protéger la ville des attaques ennemies.
Cet ensemble est situé sur l'anneau d'or de Russie et fait partie du patrimoine mondial protégé par l'UNESCO depuis 1992.

## Description générale

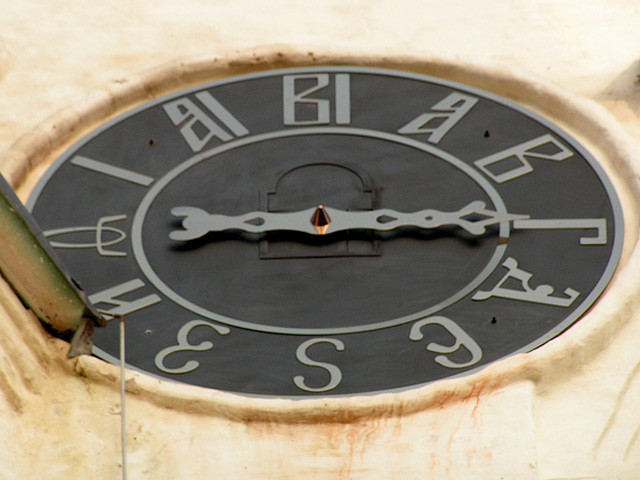
Horloge du monastère

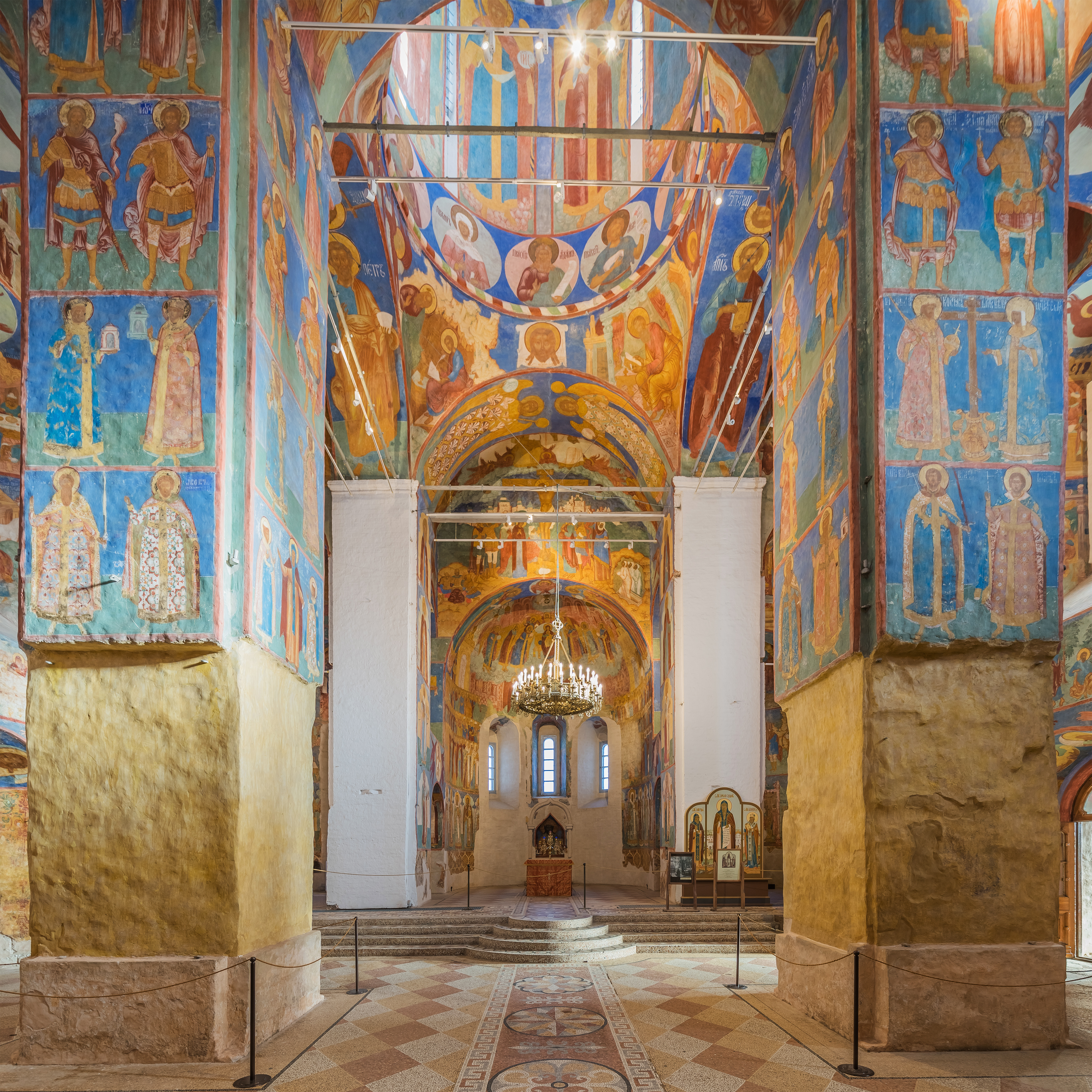
Intérieur de l'église de la Transfiguration du monastère Saint-Euthyme

La cathédrale du monastère s'appela d'abord Transfiguration-du-Sauveur, puis, par la suite également, du Sauveur-et-Saint-Euthyme en l'honneur du premier supérieur du couvent l'higoumène saint Euthyme de Souzdal.
Des premières constructions en bois du monastère, il ne reste rien ; l'actuel ensemble date des XVIe et XVIIe siècles. La construction de l'ensemble de ces édifices grandioses a été rendue possible grâce à la grande générosité des princes et des boyards. Les dons les plus importants furent faits par le grand-prince Vassili III, le Tsar Ivan le Terrible, les princes Pojarski et d'autres encore.
C'est le 7 juillet 1445 qu'eut lieu aux environs des murs du monastère une bataille des forces russes sous le commandement de Vassili II l'Aveugle, contre les armées du Khanat de Kazan sous le commandement du khan héritier de Kazan — le khan Makhmoud —, et de Jakoub, le fils du khan Oulou-Moukhamed. À la suite de cette bataille, Vassili subit une lourde défaite et fut pris en captivité.
En 1511, l'archimandrite du monastère était Cyrille III, archevêque de Rostov Veliki, qui devint plus tard également archevêque de Iaroslavl et de Belozersk.
L'église principale du monastère, la cathédrale de la Transfiguration-du-Sauveur, fut construite à la fin du XVIe siècle, dans le style traditionnel ancien de l'architecture des églises de pierres blanches de Souzdal. Elle est monumentale et sévère. Les fresques du XVIe siècle font la fierté de la cathédrale, de même que les arcatures des façades restaurées, et les peintures intérieures des maîtres du XVIIe siècle, Gouri Nikitine et Sila Savine.
En 1837, le monastère reçut la visite du tsarévitch Alexandre. Le 16 mai 1913, lors des festivités liées au 300e anniversaire de la dynastie des Romanov, l'empereur Nicolas II visita le monastère avec ses filles, les grandes-duchesses Olga, Tatiana, Maria et Anastasia.
Du côté des murs Est de la cathédrale, se trouve la tombe du prince Dimitri Pojarski, colonel russe de renom. Son caveau fut enlevé dans les années 1930 et une croix fut installée à sa place. On réinstalla en 2009 un caveau en marbre qui fut inauguré par le Président Dimitri Medvedev.

## Une prison dans le monastère

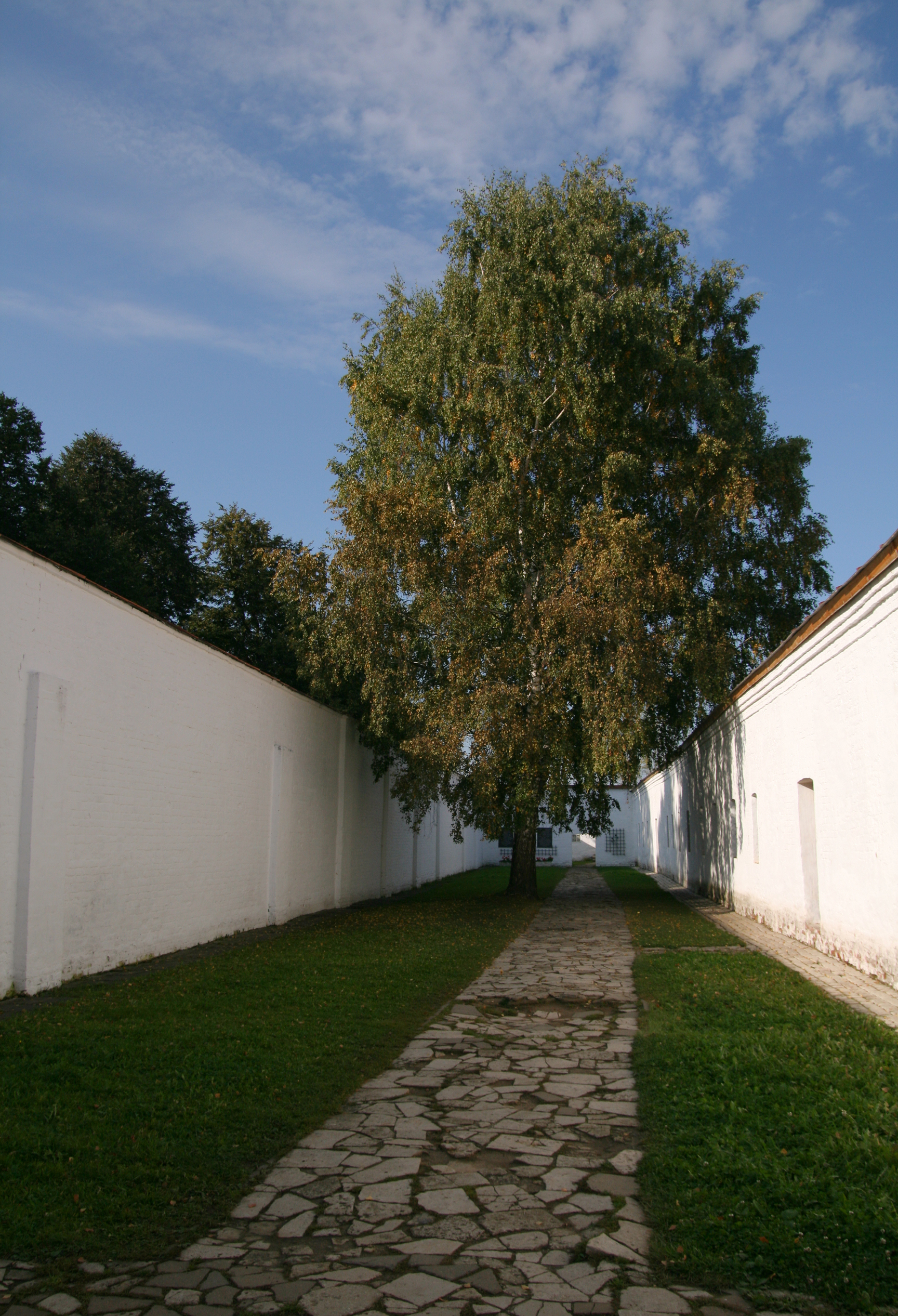
La cour de la prison

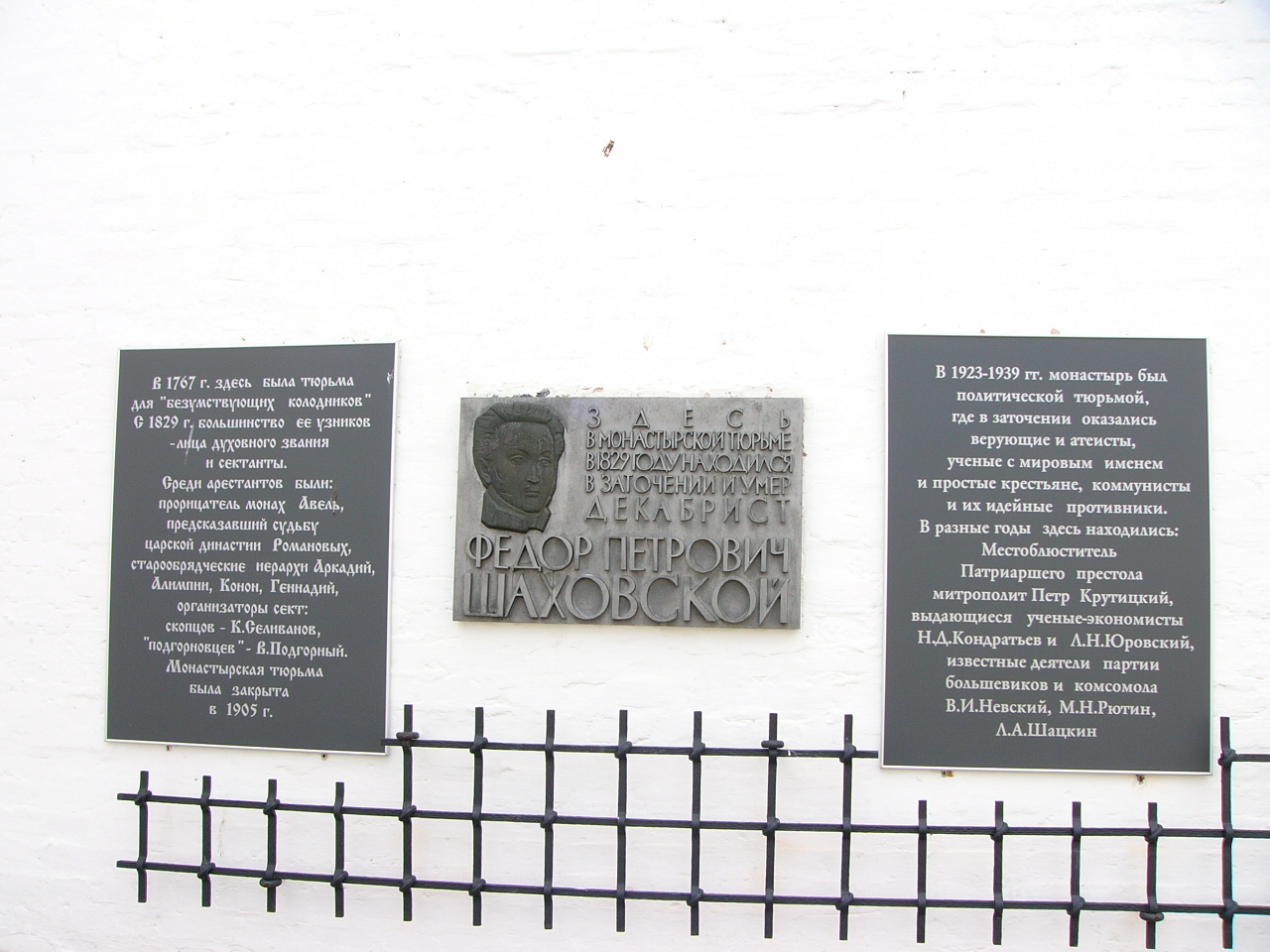
Panneau commémoratif de la prison

Le monastère est sécularisé, comme tant d'autres en Russie à cette époque du despotisme éclairé, et les moines dispersés sous le règne de Catherine II. Un oukaze de l'impératrice ordonne l'installation en 1766, d'une prison pour les « condamnés devenus fous ».
En 1829, le prince Fiodor Chakhovskoï, qui avait participé à l'action des décembristes, y mourut, devenu fou.
En 1826, sur ordre de l'empereur Nicolas Ier, le moine prédicateur Vassili Avel fut interné au monastère. Il y mourut, le 29 novembre 1841, et fut enterré derrière l'autel du monastère de l'église Saint-Nicolas
Dans cette prison également, en 1869, fut enfermé le chef de la secte des Prigounes, Maxime Roudomiotkine. En 1857, il se considérait lui-même comme étant le Saint-Esprit. Durant son séjour en prison, il écrivit quatorze livres de prophéties qui constituèrent le livre sacré de la secte, sous le titre de Livre du Soleil. Il mourut en 1877.
Des orthodoxes vieux-croyants furent également détenus dans cette « citadelle de Souzdal » au XIXe siècle. Certains, comme Alimpi, évêque de Toultchyne, moururent dans des cellules isolées, sans jamais être libérés. D'autres, comme Arcadi, évêque de l'Église orthodoxe vieille-ritualiste russe, (qui survécut vingt-cinq ans dans une cellule isolée) Konon et Guennadi, furent libérés en 1881. Tolstoï joua un rôle important pour obtenir leur libération.
Entre 1923 et 1939, il exista un régime pénitentiaire particulier dans la prison appelé « Politizoliat ». C'est sous ce régime que furent enfermés entre autres le métropolite Piotr Kroutitski, l'économiste Nikolaï Kondratiev et beaucoup d'autres détenus politiques.

## Suite des événements
En 1940, des soldats de la Légion tchèque commandés par Ludvík Svoboda furent internés dans l'ancien monastère, après avoir été faits prisonniers au moment de l'invasion soviétique de la Pologne.
En 1941, après le début de la Grande Guerre patriotique (front de l'Est de la Seconde Guerre mondiale) la prison servit aux autorités militaires soviétiques de camp de triage pour les soldats et les officiers de l'Armée rouge qui avaient été détenus par l'ennemi ou s'étaient trouvés encerclés. 8 232 hommes subirent ces interrogatoires.
Le premier janvier 1943, le monastère devint un camp de prisonniers de guerre, pour la détention d'officiers de la Wehrmacht, des armées italiennes, roumaines, hongroises et espagnoles (Division bleue). Le maréchal allemand Friedrich Paulus y fut incarcéré également.
Après la Seconde Guerre mondiale, la prison fut transformée à partir de 1946 en colonie d'éducation par le travail (nom donné aux maisons de redressement en URSS) pour les mineurs délinquants (au début des garçons et après la révolte de 1947 des jeunes filles également). Elle ferma en 1967.
En 1968, l'ancien monastère devint un musée,.

## Héritage de l'UNESCO
Le complexe architectural du monastère est inscrit à la liste du patrimoine mondial de l'UNESCO. L'ensemble du monastère du Sauveur-Saint-Euthyme fait également partie du musée-réserve de Vladimir-Souzdal. Les bâtiments sont utilisés pour des expositions, pour les services de protection du patrimoine et d'autres services divers. Le campanile dispose d'un jeu complet de cloches, ce qui permet d'interpréter de la musique de carillons

## Liste des édifices du monastère
- Cathédrale du monastère de la Transfiguration du Sauveur-et-de-Saint-Euthyme 1594
- Clocher-arcade du Monastère (XVIe siècle — XVIIe siècle)
- Église-porche de l'Annonciation (XVIe siècle — XVIIe siècle)
- Église-réfectoire de la Dormition (XVIe siècle)
- Maison de l'archimandrite (XVIIe siècle
- Église Saint-Nicolas et son quartier de repos de l'hôpital 1669
- Bâtiment privé de la communauté (XVIIe siècle — XIXe siècle)
- Château de la prison (XVIIIe siècle)
- Tours du monastère (XVIIe siècle)

## Ensemble architectural du monastère

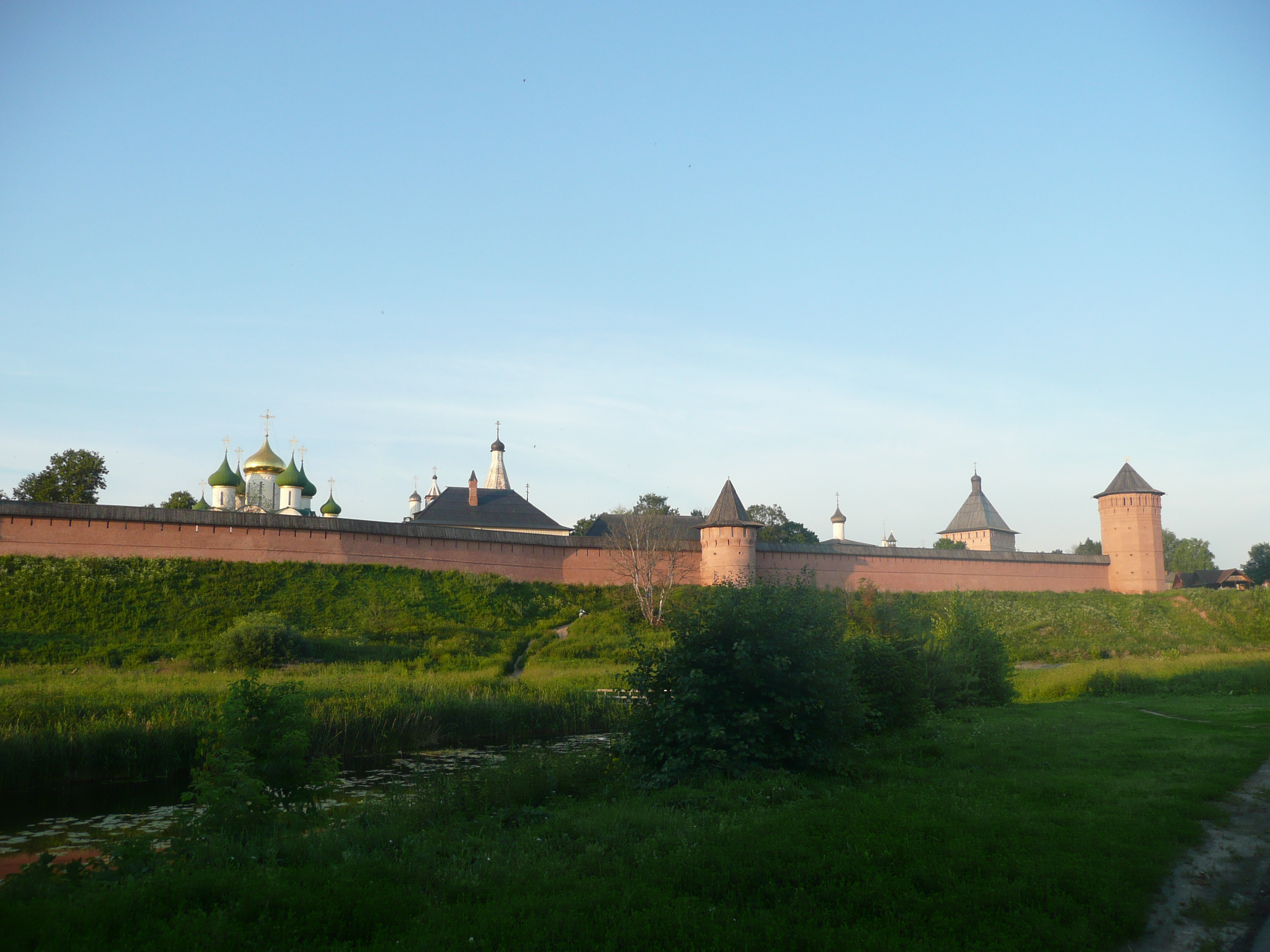
Vue des murs d'enceinte du monastère

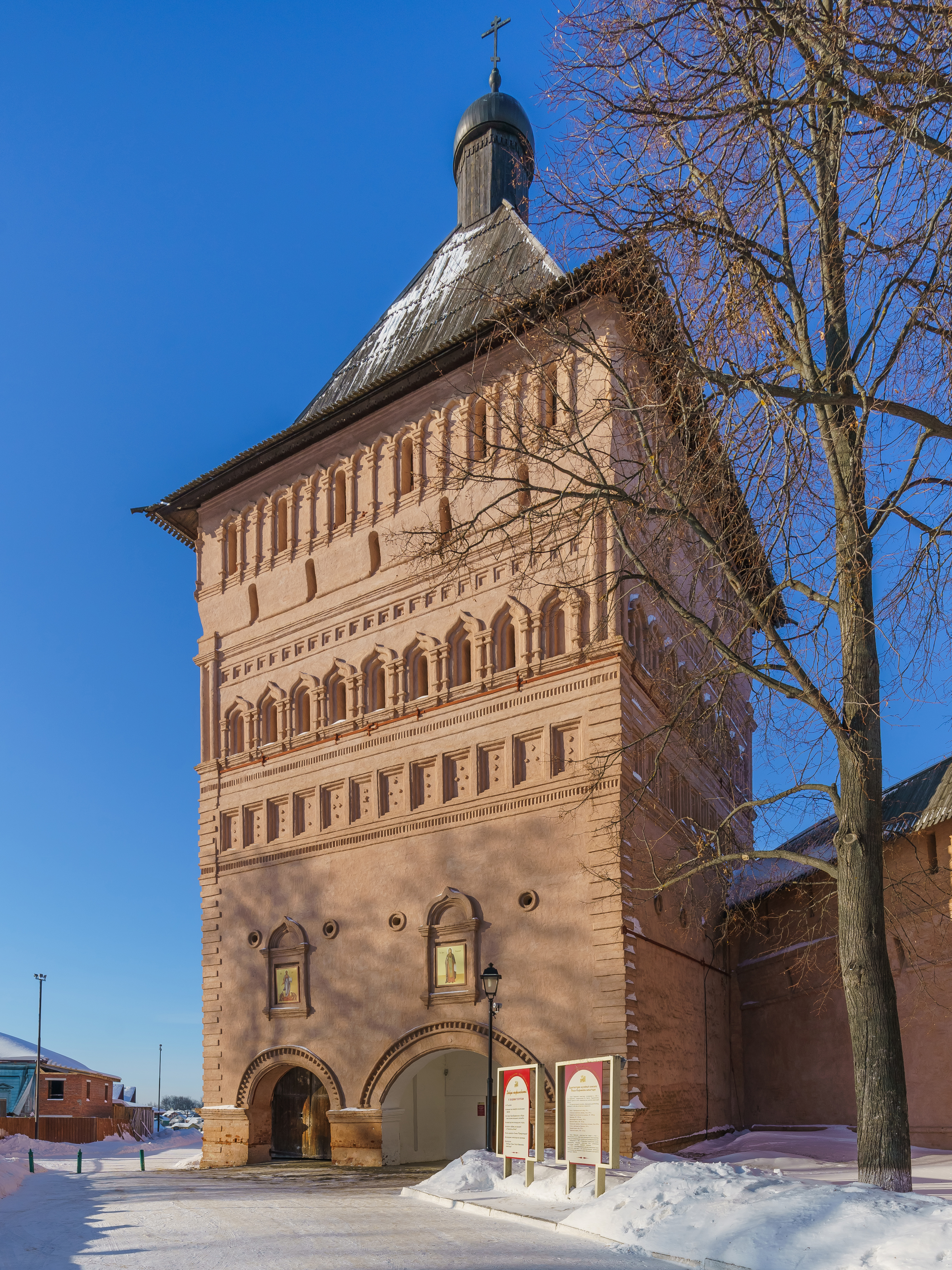
Tour d'entrée du monastère

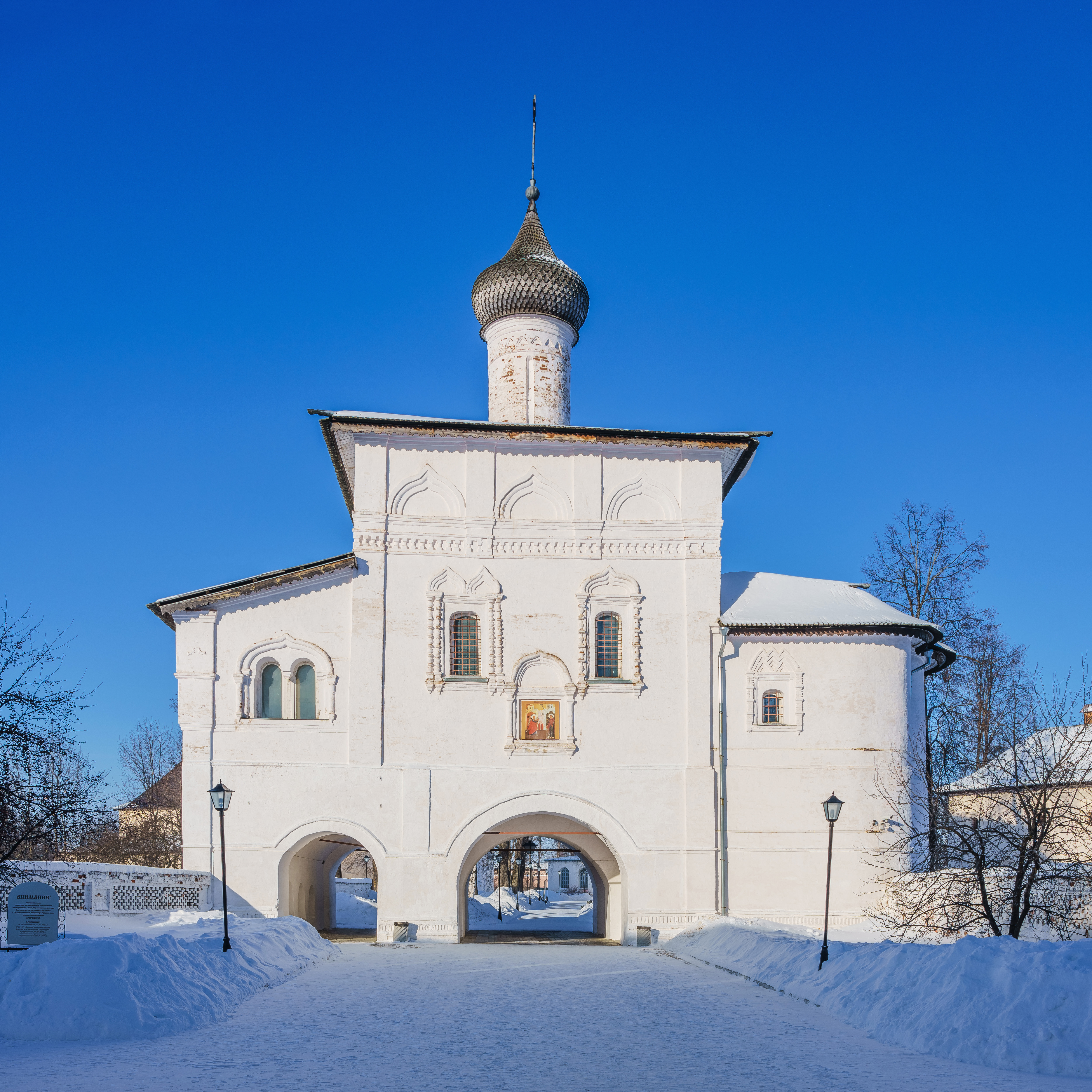
Église-porche de l'Annonciation

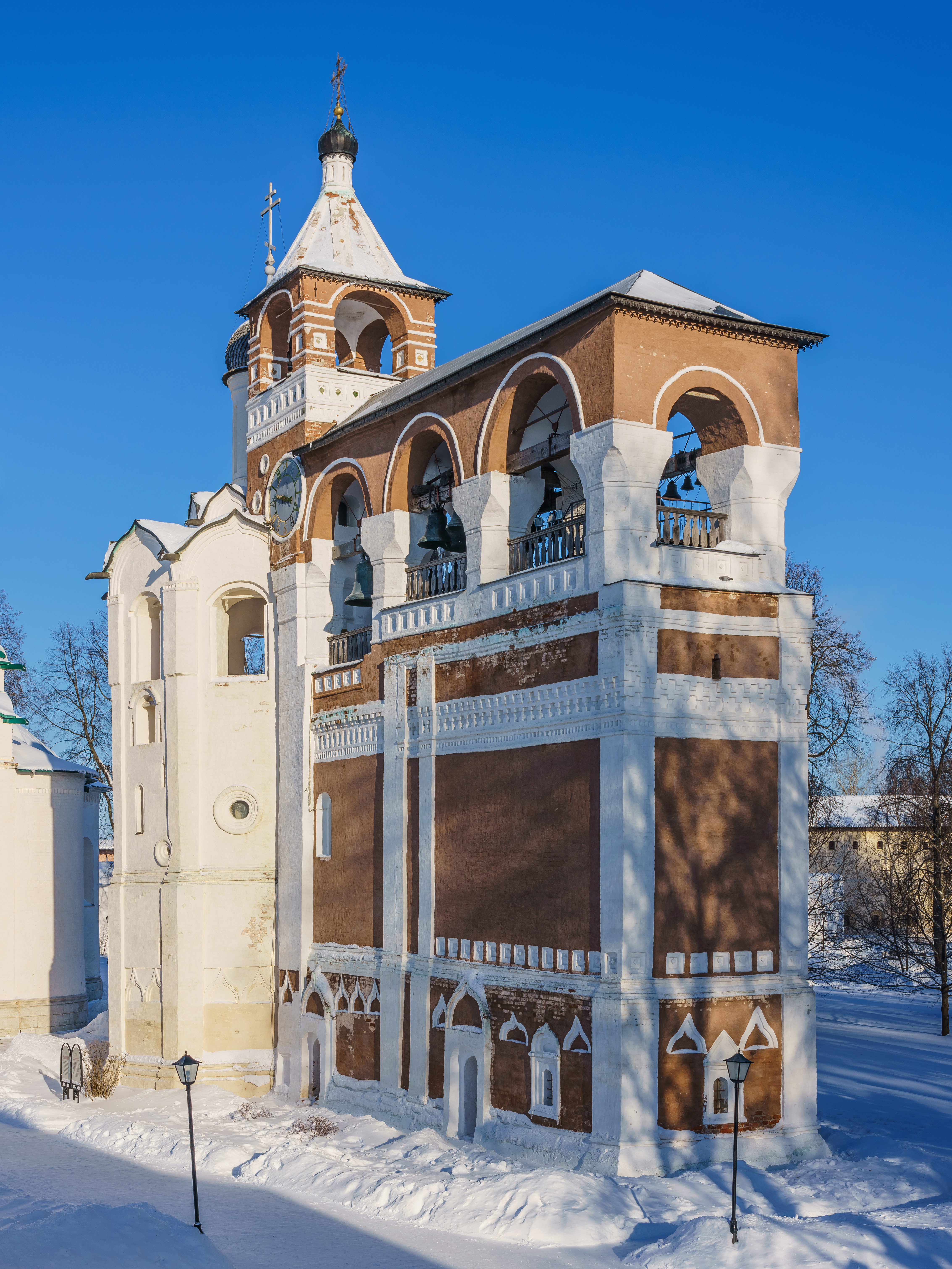
Clocher-arcade du monastère

Le territoire du monastère est entouré d'une enceinte fortifiée renforcée de 12 puissantes tours, de meurtrières et d'embrasures. Les murs de pierre furent construits dans les années 1670 — 1680 à la place des palissades en bois qui préexistaient. La longueur des murs est de 1 200 mètres. Toutes les tours, sauf celle de l'entrée sont de forme circulaire.
La Tour d'entrée d'une hauteur de 22 mètres est construite en briques rouges et son volume rectangulaire est séparé en deux arches d'accès, au-dessus desquelles sont enchâssés des reliquaires dans la maçonnerie.
La partie inférieure de la tour se différencie par son caractère sobre. La partie supérieure, elle, est richement décorée de ceintures de briques, de corniches, d'éléments décoratifs divers : arabesques et entrelacs de briques, arcatures, colonnettes. Tournées vers la ville, les tours du côté Est sont décorées plus simplement par des lésènes ; celles du côté ouest sont encore plus simples. Malgré toute cette puissance, les murs du monastère n'ont jamais eu à remplir leur fonction prévue de défense.

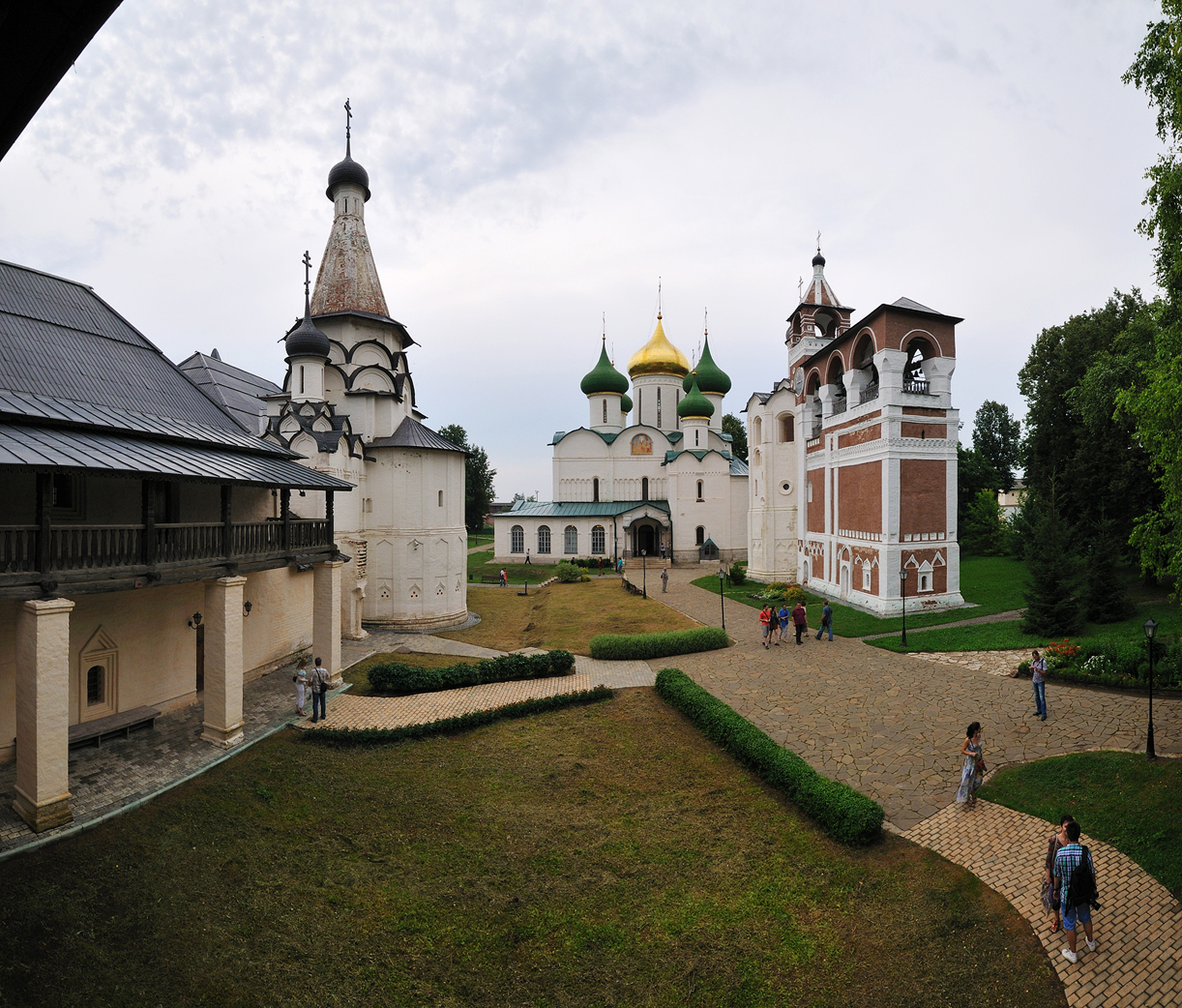
Ensemble du monastère Saint-Euthyme

L'Église porche de l'Annonciation, fut construite pour servir de porche d'entrée vers les
années 1600, mais se retrouva dans l'enceinte même du monastère après la construction des murs de défense. L'église du Sauveur est le premier édifice construit dans le monastère. Sa première pierre fut posée sur la tombe d'Euthyme de Souzdal en 1507-1511. Elle fut transformée en 1594 en une église à cinq coupoles appelée : cathédrale de la Transfiguration du Sauveur. Son architecture fait penser à celle de la Cathédrale de la Nativité dans l'enceinte du Kremlin de Souzdal. Au XVIIe siècle, ses murs extérieurs furent peints. Les murs sont divisés en trois parties par des pilastres recouverts de pignons (en russe : zakomars) courbes. Une ceinture de colonnes et d'arcatures agrémente la façade. Au XVIIIe siècle, les murs de l'édifice étaient entourés de trois côtés par une galerie. Dans la seconde moitié du XIXe siècle une chapelle dédiée à Saint Serge de Radonège lui fut annexée. Cinq dômes couronnent la partie centrale et deux petites coupoles les chapelles. Les tambours (architecture), sous les dômes sont percés de hautes fenêtres étroites et garnis de sculptures de pierre.

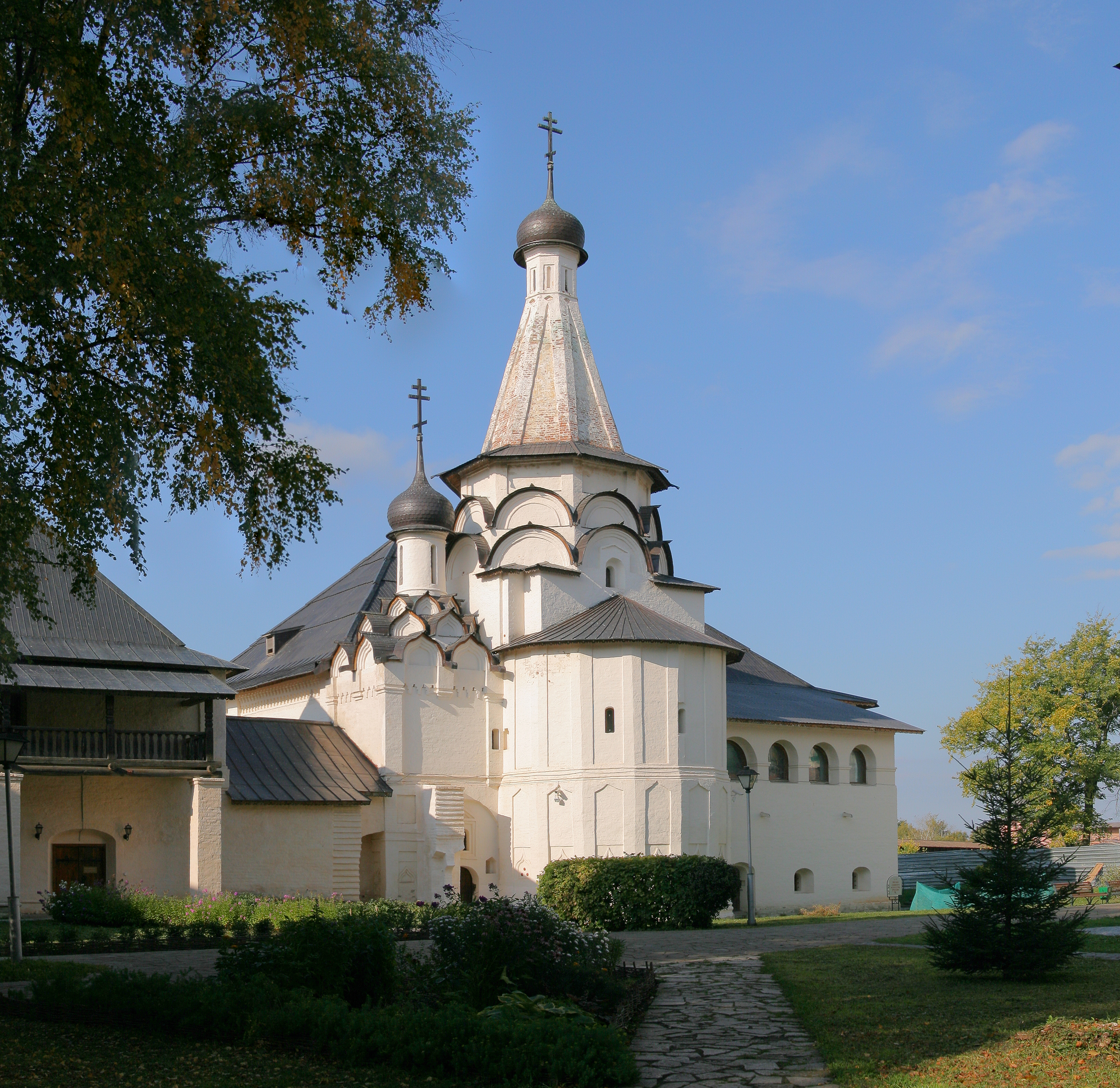
Église réfectoire de la Dormition

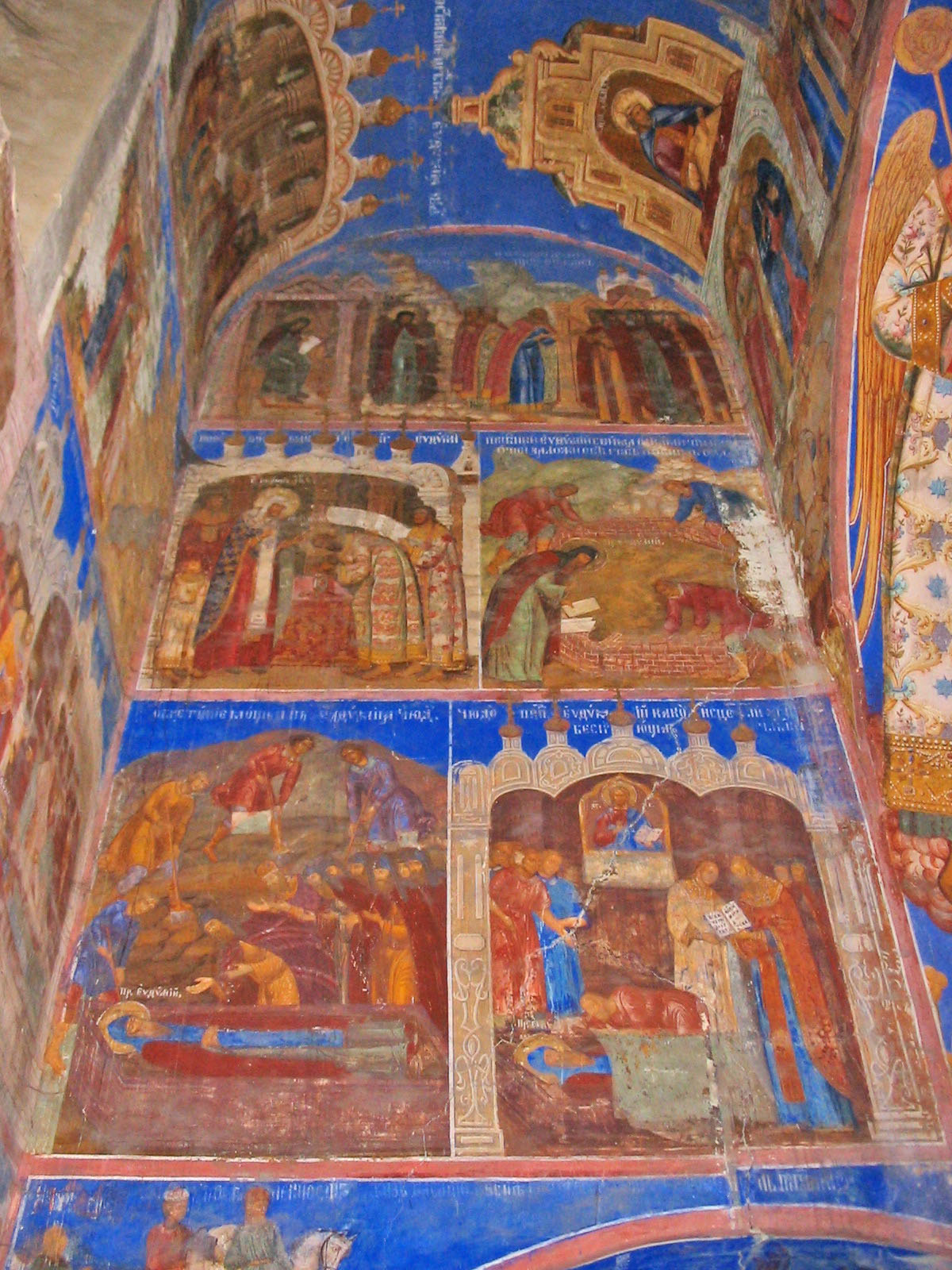
Fresques de la cathédrale de la Transfiguration-du-Sauveur

Le Clocher-arcade du monastère est composé de divers bâtiments construits à différentes époques de son histoire. Le premier fut, au début du XVIe siècle, l'église de la naissance de Saint-Jean-Baptiste, décorée finement avec ses 3 travées de cloches (d'un autre style plus tardif des XVIe et XVIIe siècles). L'église et la galerie de cloches sont réunies par une tour - horloge qui sonne les heures. Les cloches du monastère datant du XVIe siècle, n'ont pas été conservées: elles furent envoyées à la fonte dans les années 1930. Actuellement le clocher-arcade est composé de 17 cloches que l'on fait sonner cinq fois par jour.

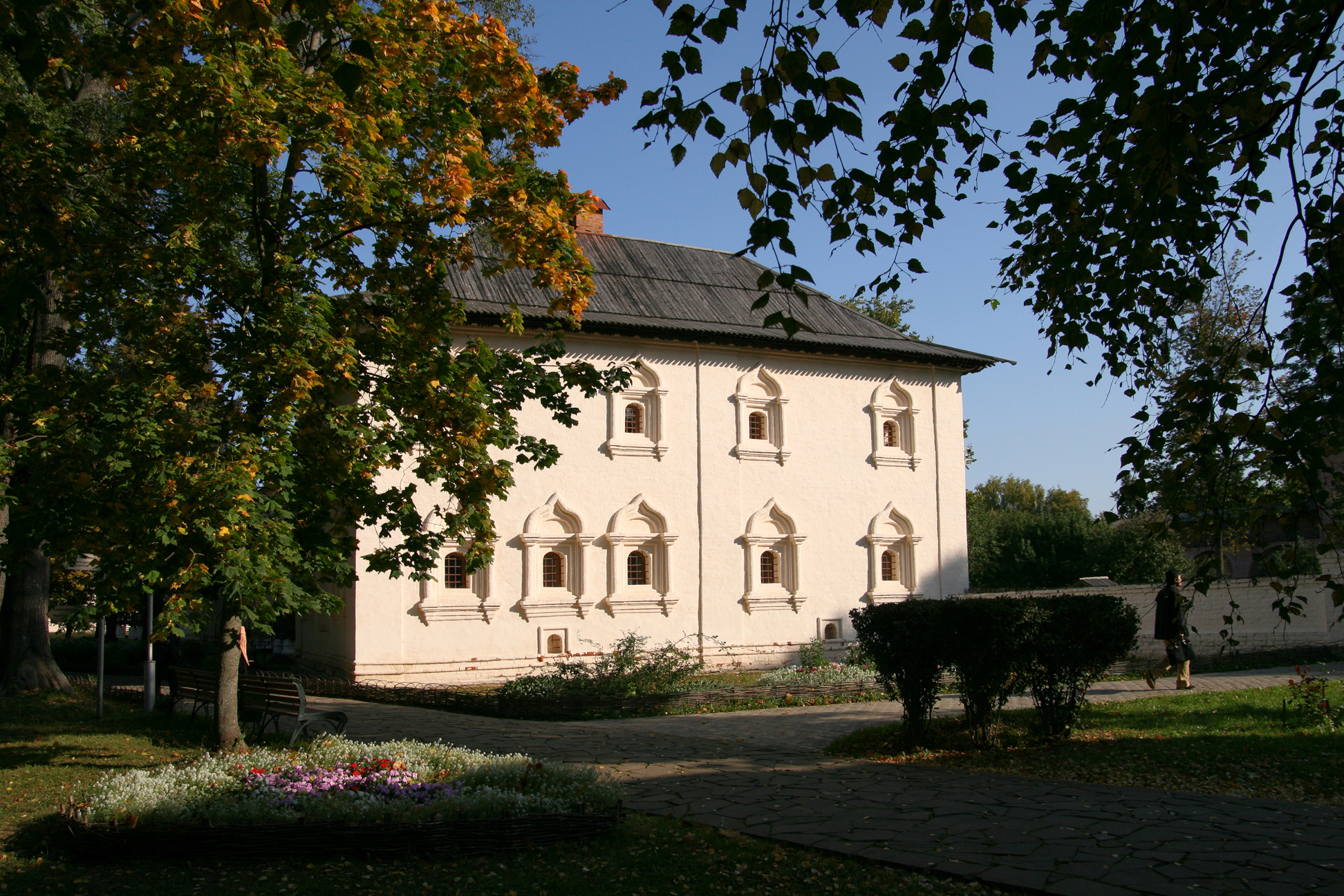
Bâtiment communautaire

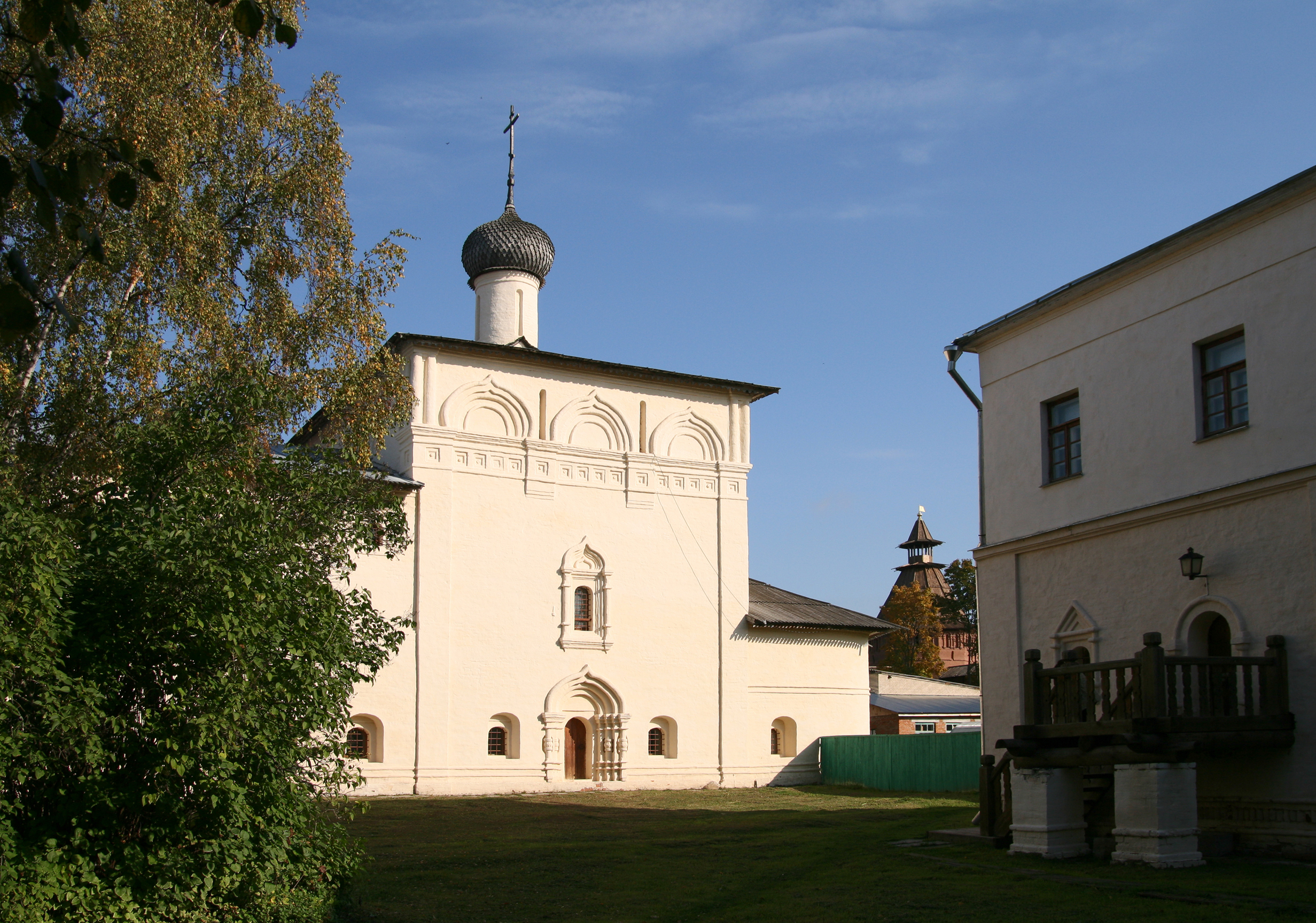
Église Saint-Nicolas-l'Hospitalier

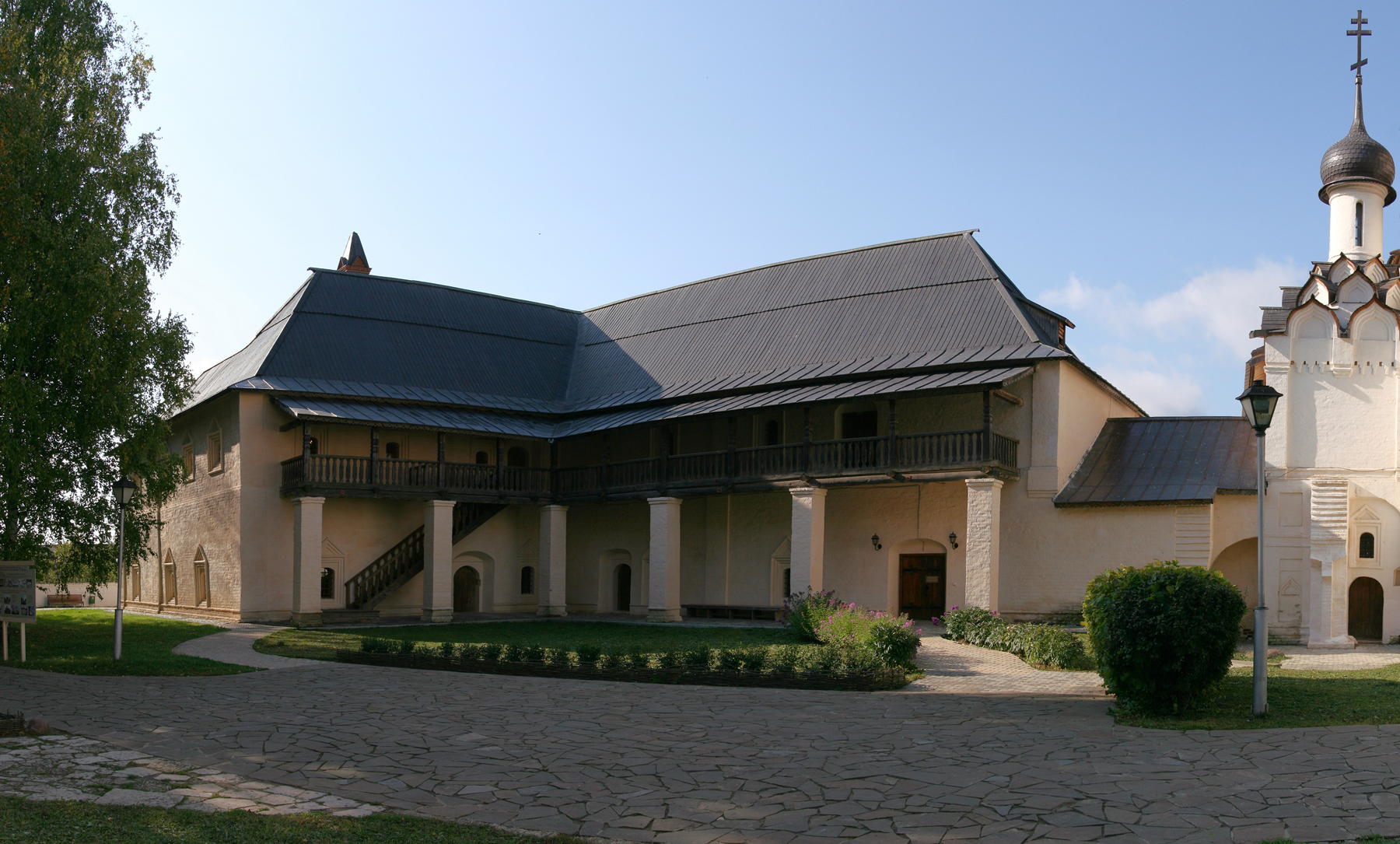
Bâtiment de l'archimandrite

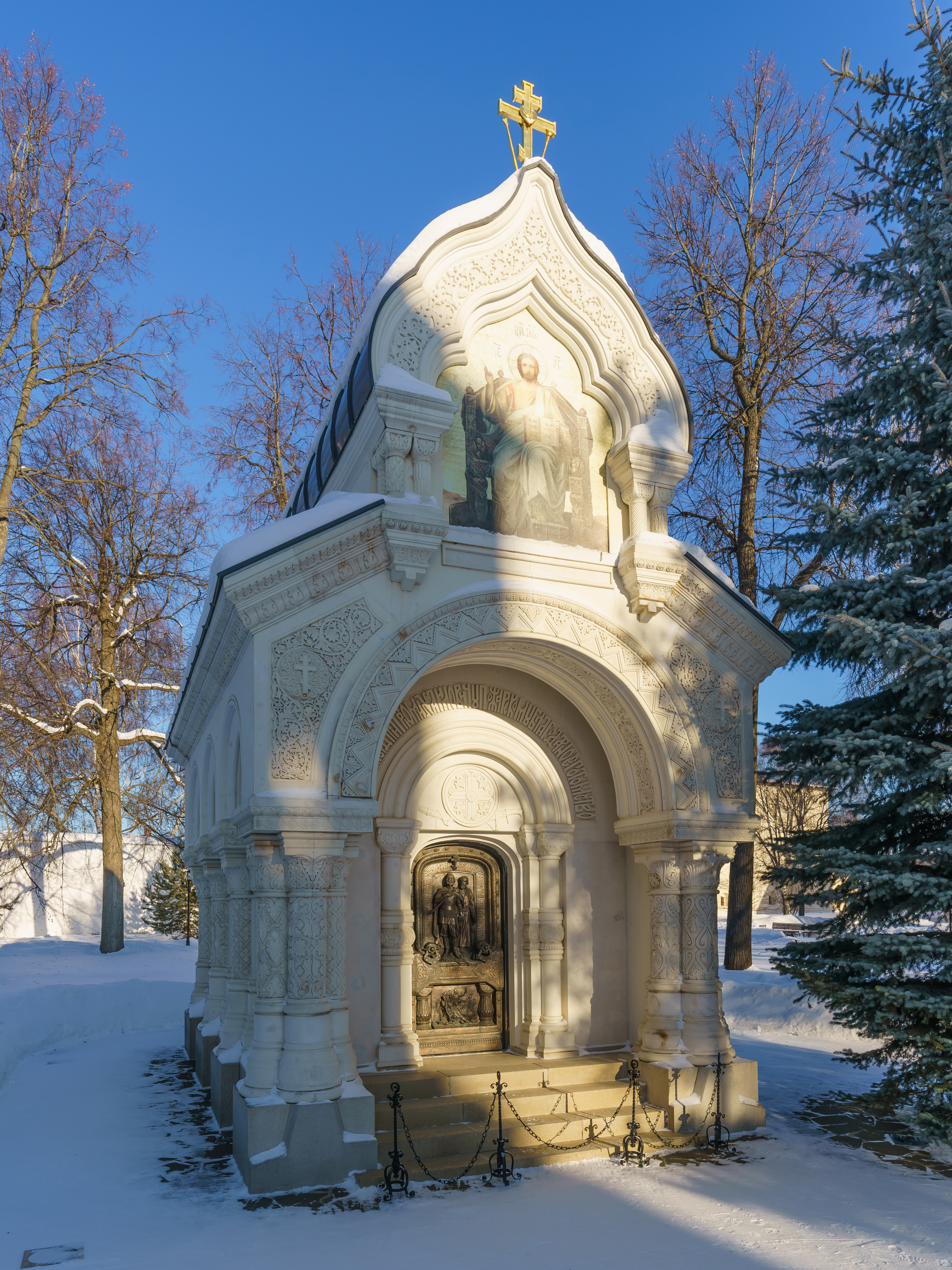
Tombeau de Dmitri Pojarski

L'Église réfectoire de la Dormition, construite dans le dernier quart du XVIe siècle, se trouve devant la cathédrale de la Transfiguration-du-Sauveur, face au campanile. C'est un édifice allongé, de type octogonal posé sur une base rectangulaire. Il est surmonté d'un toit en pointe reposant sur un tambour octogonal, garni de deux étages d'arcades (en russe : kokochniks). Une abside importante est garnie d'arcs sur ses flancs et du côté Est, elle est flanquée d'une petite chapelle, dédiée au martyr Diomède. Cette chapelle ressemble à un petit pilier d'église et est surmontée de trois niveaux d'arcades (kokochniks), puis d'une gracieuse petite coupole. De l'autre côté de l'église de la Dormition, un réfectoire à deux galeries recouvert d'un toit de planches. L'étage inférieur a été conçu pour différents services domestiques. Dans la salle du dessus un système complexe de voûtes et de cintres s'appuie sur le pilier central de l'édifice.
Le bâtiment de l'archimandrite est contigu à l'église de la Dormition et à sa chapelle Saint-Diomède. C'est un bâtiment d'architecture civile datant du XVIIe siècle (construit entre 1628 et 1660).
Il est en forme de L, dispose d'un étage et est garni d'une galerie-promenoir reposant sur un pilier en pierre. Le bâtiment est construit comme un bâtiment administratif public, mais depuis les environs de la fin du XVIIIe siècle l'archimandrite du couvent y vivait.
Entre 1971 et 1981 le campanile, l'église réfectoire de la Dormition et le bâtiment de l'archimandrite, subirent une restauration complexe. Pour commencer la structure et la forme des monuments fut reconstituée, de même pour les voûtes, les fenêtres et les baies de portes, mais aussi pour les éléments décoratifs des façades. Entre 2001 et 2008 la restauration se poursuivit. À ce moment-là, les restaurateurs durent composer avec la déformation des fondations et des murs, qui entrainaient la formation de fissures et menaçait de détruire tous les bâtiments. Pour sauver le bâti, un ensemble de mesures complexes furent prises pour renforcer la structure en introduisant des ancrages dans les fondations et les murs du bâtiment de l'archimandrite et du campanile. En 2008, le campanile, la façade de l'église de la Dormition et de la chapelle Saint-Diomède furent restaurés notamment en les recouvrant de pignons et de dômes cuivrés.
Le bâtiment communautaire fut construit à la même époque que le bâtiment de l'Archimandrite, c'est-à-dire vers la fin du XVIIe siècle.
C'est un bâtiment à un étage disposé parallèlement aux murs d'enceinte Est du monastère. Il a été conçu pour y installer des cellules pour les moines. Selon les études menées par I. A. Stolietov, les premières constructions datent de la première moitié du XVIIe siècle et seraient la partie sud du rez-de-chaussée. Les principales décorations de cet édifice sont les fenêtres.
L'Église Saint-Nicolas avec ses deux niveaux de services hospitaliers, fut construite en 1669 dans la partie nord-est du monastère. Sa façade est décorée simplement. Les chambres d'hôpital sont installées au premier étage.
L'église Saint-Nicolas a été restaurée entre 1968 et 1974 puis à nouveau entre 1999 et 2006.

## Liens
- vue panoramique à vol d'oiseau
- (fr)  UNESCO
- Владимиро-Суздальский Музей-Заповедник
- Музеи Спасо-Евфимьева монастыря
- Спасо-Евфимиев монастырь в Суздале
- Монастырь на WikiMAPIA
- Описание Спасо-Евфимиева монастыря в Суздале
- Описание Спасо-Евфимиева монастыря и круговые панорамы

- (ru) Cet article est partiellement ou en totalité issu de l’article de Wikipédia en russe intitulé « Спасо-Евфимиев мужской монастырь » (voir la liste des auteurs).